# Belize Botanic Gardens
Belize Botanic Gardens (BBG) is de naam van een botanische tuin van 18 hectare in Cayo (Belize). De tuin ligt in een dal in de buurt van de oever van de Macal bij de heuvels aan de voet van het Mayagebergte. In 1997 is de botanische tuin officieel geregistreerd.
De botanische tuin richt zich op de bescherming van de florale biodiversiteit van Belize door te dienen als een informatiebron voor de gemeenschap, overheid, industrie en wetenschap. Ook houdt de tuin zich bezig met het kweken van tropische planten en het doen van onderzoek naar de inheemse flora en zijn habitats.
De botanische tuin is lid van Botanic Gardens Conservation International, een non-profitorganisatie die botanische tuinen samen wil brengen in een samenwerkend netwerk om te komen tot het behoud van de biodiversiteit van planten.

## Collectie
De botanische tuin heeft een collectie orchideeën, waaronder orchideeën die van nature in Belize voorkomen. Ook de vanille-orchidee (Vanilla planifolia) maakt deel uit van de collectie. Er zijn meerdere expedities ondernomen in Belize in samenwerking met Brendan Sayers van de Irish National Botanic Gardens om orchideeën te onderzoeken. Hierbij zijn er 20 soorten toegevoegd aan de checklist van soorten die voorkomen in Belize. Tevens is er een soort ontdekt die onbekend was voor de wetenschap, Pleurothallis duplooyi, vernoemd naar Ken Duplooy, oprichter van de botanische tuin. Er is een permanente tentoonstelling van het gebruik van nutsgewassen die al door de Maya's werden gebruikt. Hiernaast zijn er collecties van palmen die van nature in Belize voorkomen, palmvarens, soorten uit de aronskelkfamilie, soorten uit de gemberfamilie, soorten uit de familie Strelitziaceae, het geslacht Heliconia, passiebloemen en tropische vruchten. Voor het kweken van de planten maakt de botanische tuin gebruik van biologische methoden.
In de botanische tuin zijn diverse biotopen aangelegd die natuurlijke biotopen uit Belize nabootsen. Hieronder zijn een bergrug met naaldbomen, een savanne, wetlands en een tropisch regenwoud. De botanische tuin biedt verschillende educatieve programma's aan. Tevens beschikt de tuin over een bibliotheek met boeken en tijdschriften met betrekking tot tropische botanie.